# 高田雅夫
高田 雅夫（たかた まさお、1895年9月30日 - 1929年5月24日）は、日本の舞踊家である。浅草オペラの時代（1917年 - 1923年）に、赤坂のローヤル館、松竹の新星歌舞劇団、根岸興行部の根岸大歌劇団等で活躍した。本名は中村 輝義。石井漠と並ぶ日本洋舞界の開拓者。

## 人物・来歴
鹿児島県鹿児島市新屋敷通町出身。父・軍助は、欧州航路で初の機関長になった人物。鹿児島市立松原小学校在学中に父が死亡し、姉妹とともに母一人によって育てられる。鹿児島県立第二鹿児島中学校 (旧制)卒業。中学の同窓の友人に安藤照や谷口午二がいる。
旧制中学卒業の頃に上京し、1913年（大正2年）、試験に合格して帝国劇場歌劇部に第二期生として入る。オペラ指導者イタリア人ローシーの指導をうけ、翌年バレエの主役に抜擢され初舞台。同部は1916年（大正5年）に解散、ローシーが同年10月に赤坂・ローヤル館を開業し、オペラ興行を行い、参加した。1918年（大正7年）、原せい子と結婚、原は高田せい子と名乗るようになる。ローヤル館は、1919年（大正8年）2月には解散となる。同年5月、松竹が浅草公園六区の浅草オペラに参入、「新星歌舞劇団」を結成、高田夫妻はこれに参加する。
1920年（大正9年）8月、根岸興行部の「金龍館」館主・根岸吉之助が、「新星歌舞劇団」から、高田夫妻、清水金太郎・清水静子夫妻、田谷力三、堀田金星らローヤル館出身者を引き抜き、「根岸大歌劇団」を結成、同年10月11日に旗揚げ公演を行った。金龍館と同歌劇団を中心に、浅草オペラは隆盛を極めた。
関東大震災前の1922年（大正11年）妻とともに欧州、米国へと発ち、各地で舞踊を研究した、1924年（大正13年）3月、「根岸大歌劇団」は解散しており、浅草オペラは下火になっていた。帰国後の同年、高田舞踊研究所を設立した。松竹楽劇部の顧問も務めた。
1929年（昭和4年）5月24日、死去した。満33歳没。墓所は多磨霊園(5-1-14-51)。安藤照の手による胸像が、妻のせい子から1966年（昭和41年）鹿児島県文化センターへ開館記念に贈られた。
名作に「崇高」「剣の舞」「東洋の幻想」などがある。